# Герб Ангри-ду-Ероїшму
Ге́рб А́нгри-ду-Ерої́шму — офіційний символ міста Ангра-ду-Ероїшму, Португалія. Використовується як територіальний герб. У срібному щиті червоний замок із трьома баштами, золотими вікнами і брамою. Він стоїть у морі, зображеному чотирма хвилястими смугами — двома зеленими і двома срібними. У главі щита яструб природного кольору, що летить і тримає в лапах португальський щиток. Щит увінчує срібна мурована міська корона з п'ятьма вежами. Внизу ланцюг із зіркою Ордена Вежі й Меча.
Під щитом біла стрічка, на якій великими літерами напис португальською: «cidade de Angra do Heroísmo» (місто Ангра-ду-Ероїшму).  Офіційно затверджений 14 травня 1940 року.

## Галерея

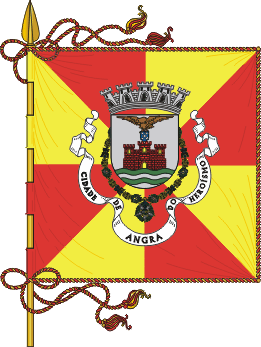
Прапор